# Arazap
Arazap (armensk: Արազափ, indtil 1947 Evdzhilar eller Evjilar) er en by i provinsen Armavir i Armenien. Den har et indbyggertal på 1.362 (2011) indbyggere og ligger på grænsen til Tyrkiet.